# Hardegg Ferdinánd
Gróf Hardegg Ferdinánd (Hardeck, Ferdinand zu Hardegg; 1549? – Bécs, 1595. június 16.) császári generális, Győr főkapitánya.

## Élete
Alsó-ausztriai protestáns főnemesi családból származott. 1580-ban és 1582-ben a magyar hadszíntéren 500 német nehézlovas kapitánya volt. 1582-ben alsó-ausztriai főpohárnok és a stájer tartomány étekfogója lett. 1584-től haditanácsos, két éven át pedig az alsó-ausztriai lovasság ezredese volt. 1589 szeptemberében a szatmári vár főkapitányává nevezték ki, amit 1592 júliusáig viselt, de ideiglenesen ellátta a felső-magyarországi főkapitányság (Kassa) irányítását is.
A tizenöt éves magyarországi török háborúban Győr városának kapitánya volt. 1591 októberében nevezték ki, de feladatait egy esztendővel később vette át. Török kézen lévő várak elleni rajtaütéseket vezetett. 1593–1594-ben a császári sereg főparancsnoka. 1594. szeptember 29-én hosszú ostrom után, feladta Győr várát Szinán török nagyvezérnek. A császári haditörvényszék emiatt perbe fogta, halálra ítélte és Bécsben az Am Hof téren lefejezték. 
Holttestét a család kreuzensteini várában temették el, síremléke a hardeggi templomban található. 
1594-ben a ruméliai beglerbég rajta keresztül próbált békeüzenet küldeni a császári udvarnak, de a hadvezetés az előző sikerek fényében ekkor már elköteleződött a háború mellett. Egy időben titkára volt Michael Weiss (1569-1612) későbbi brassói városbíró, krónikaíró.